# روبرتو أوردونيز
روبرتو أوردونيز هو لاعب كرة قدم إكوادوري في مركز الهجوم، ولد في 4 مايو 1985 في غواياكيل في الإكوادور. لعب مع C.D. Técnico Universitario ‏.

## وصلات خارجية
- روبرتو أوردونيز على موقع قاعدة بيانات كرة القدم.إي يو (الإنجليزية)
- روبرتو أوردونيز على موقع ناشيونال فوتبول تيمز (الإنجليزية)
- روبرتو أوردونيز على موقع Soccerway.com (الإنجليزية)